# Dewan Bandaraya Kota Kinabalu

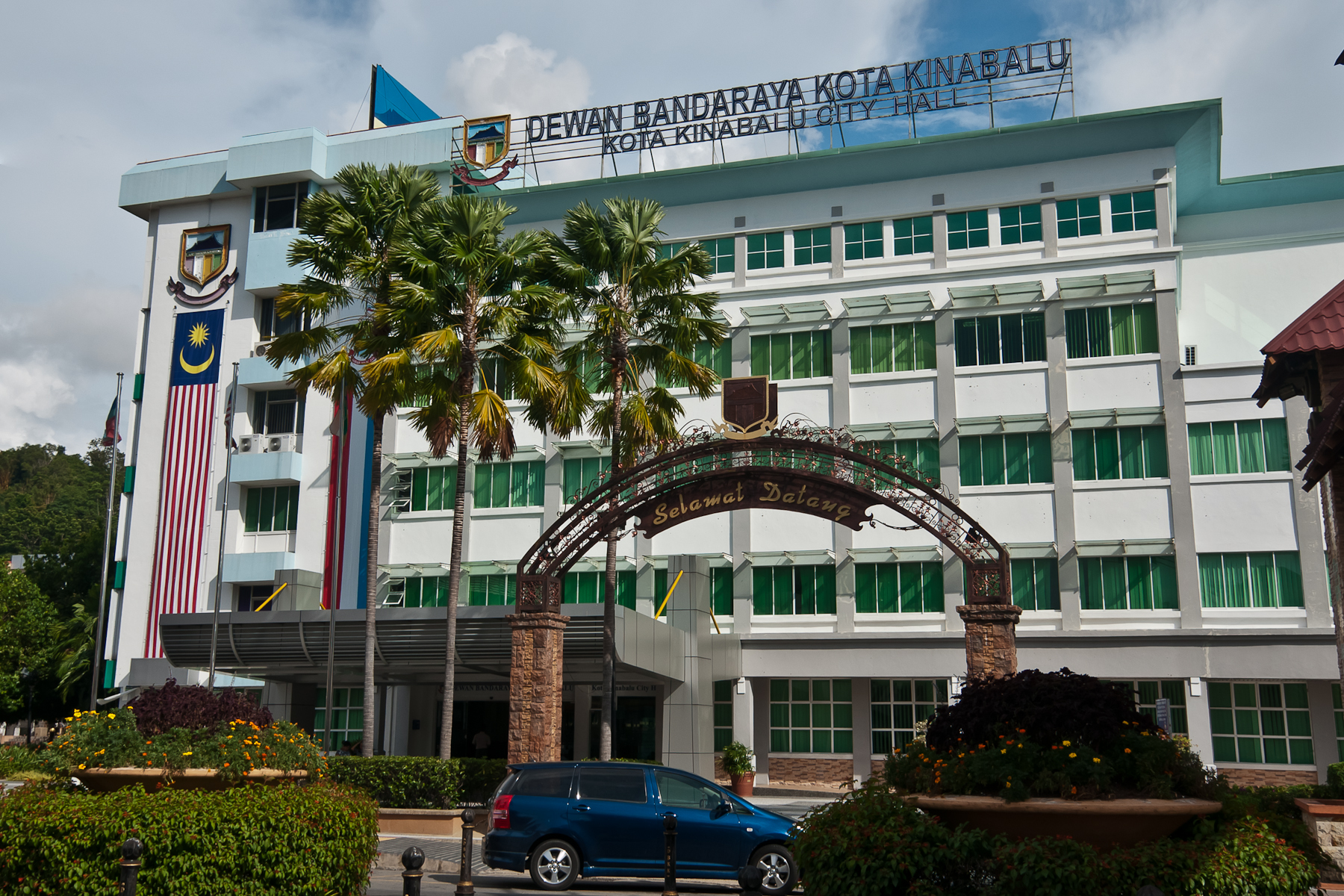
Kota Kinabalu City Hall

Wappen der Stadt

Dewan Bandaraya Kota Kinabalu (DBKK) oder Kota Kinabalu City Hall bezeichnet den Stadtrat der Stadt und des Distrikts Kota Kinabalu im Bundesstaat Sabah, Malaysia. Er wurde nach der offiziellen Erhebung Kota Kinabalus in den Status einer Stadt am 2. Februar 2000 ins Leben gerufen. Vorher wurde Kota Kinabalu durch den Majlis Perbandaran Kota Kinabalu (MPKK), den Gemeinderat von Kota Kinabalu, verwaltet. Der Zuständigkeitsbereich des DBKK erstreckt sich über ein Gebiet von 351 Quadratkilometern und schließt neben dem Stadtzentrum von Kota Kinabalu auch die Unterdistrikte und Städte im Umland – unter anderem Tanjung Aru, Kepayan, Luyang, Inanam, Menggatal, Telipok und Sepanggar – mit ein. Nicht dazu gehört die benachbarte Stadt Donggongon, die vom Majlis Perbandaran Penampang (Penampang District Council) verwaltet wird.

## Bürgermeister von Kinabalu(Datuk Bandar)
1. Datuk Abdul Ghani Rashid (2002–2006)
2. Datuk Illiyas Ibrahim (2006–2011)
3. Datuk Abidin Madingkir (amtierend, seit 2011)

## Außenstellen
- Likas
- Tanjung Aru
- Inanam